# Wilberforce (Australia)
Wilberforce – miasto w Australii, w stanie Nowa Południowa Walia.